# Alosa de Horsfield
L'alosa de Horsfield (Mirafra javanica) és una espècie d'ocell de la família dels alàudids (Alaudidae)

## Hàbitat i distribució
Habita planures amb herba fins als 600 m d'alçària, a l'oest, centre, est i sud-est de Myanmar, nord-oest, nord-est, sud-est i centre de Tailàndia, Cambodja, centre i sud de Laos, sud del Vietnam; Java, Illes Petites de la Sonda, oest i sud de Borneo, Filipines (Luzon, Mindoro, Negros, Mindanao). Nord, nord-est i sud de Nova Guinea, i localment a diversos indrets d'Austràlia.